# Corvara (Abruzzen)
Corvara ist eine italienische Gemeinde in der Nähe von Pietranico und Forca di Penne in der Provinz Pescara. Ein Teil des Territoriums der Gemeinde liegt innerhalb der Grenzen des Nationalparks Gran Sasso und Monti della Laga.

## Geografie
Zu den Ortsteilen (Fraktionen) zählen Colli, Selva und Vicenne.
Die Nachbargemeinden sind: Brittoli, Bussi sul Tirino, Capestrano, Pescosansonesco und Pietranico.

## Kulinarische Spezialitäten
In der Umgebung der Gemeinde werden Reben der Sorte Montepulciano für den DOC-Wein Montepulciano d’Abruzzo angebaut.